# Acacia carneorum
Acacia carneorum är en ärtväxtart som beskrevs av Joseph Henry Maiden. Acacia carneorum ingår i släktet akacior, och familjen ärtväxter. Inga underarter finns listade i Catalogue of Life.